# Björn Söderbäck
Björn Fritiof Söderbäck, född 28 september 1951 i Skultuna, Västerås kommun, är en svensk skådespelare, regissör och manusförfattare.

## Filmografi
- 1964 – Vi på Saltkråkan (TV-serie) - Johan Melkersson
- 1964 – Tjorven, Båtsman och Moses - Johan Melkersson
- 1965 – Tjorven och Skrållan - Johan Melkersson
- 1988 – Fyra gånger V ... och fasa (även manus och regi)
- 1993 – Morsarvet - landsfiskal Henningson
- 2002 – Hus i helvete - Leif, symaskinsreparatör
- 2003 – Solkatten

## Teater

### Roller (ej komplett)
| År   | Roll                                                   | Produktion                       | Regi            | Teater         |
| ---- | ------------------------------------------------------ | -------------------------------- | --------------- | -------------- |
| 2006 | Den gamle Peer Gynt Ingrids far Treumpetenstråle Troll | Peer Gynt Henrik Ibsen           | Leif Stinnerbom | Västanå Teater |
| 2007 | Herr Blomgren Prästen                                  | En herrgårdssägen Selma Lagerlöv | Leif Stinnerbom | Västanå Teater |
| 2009 | Väinämöinen                                            | Kalevala Elias Lönnrot           | Leif Stinnerbom | Västanå Teater |